# Paceřice
Paceřice (en allemand : Patzerschitz) est une commune du district et de la région de Liberec, en République tchèque. Sa population s'élevait à 360 habitants en 2021.

## Géographie
Paceřice se trouve à 13 km au sud-sud-ouest de Jablonec nad Nisou, à 17 km au sud-sud-est de Liberec et à 78 km au nord-est de Prague.
La commune est limitée par Žďárek au nord, par Jenišovice à l'est, par Ohrazenice et Lažany au sud, et par Čtveřín et Sychrov à l'ouest.

## Histoire
La première mention écrite du village date de 1543.

## Administration
La commune se compose de deux sections :
- Husa
- Paceřice

## Transports
Par la route, Paceřice se trouve à 7 km de Turnov, à 20 km de Liberec et à 91 km de Prague.